# 高庙乡 (蓬安县)
高庙乡，是中华人民共和国四川省南充市蓬安县曾经下辖的一个乡。2019年10月，撤销高庙乡、龙云镇、群乐乡，将其所属行政区域划归巨龙镇管辖。

## 行政区划
高庙乡撤销前下辖以下地区：
大桥坝村、文桐村、白虎村、柏林村、贾家桥村、高庙村、兔伏村、山合村、松柏村和马家沟村。